# Örtmagi
Örtmagi är tron att olika växter kan användas på ett övernaturligt sätt, exempelvis för att förutse framtiden. Ett tydligt exempel är tron att en viss samling blommor under huvudkudden under midsommarnatten ska få en person att drömma om sin blivande make eller maka.

## Växtexempel
- Ålandsrot – väcker ilska och storm, men står också för stormens öga
- Vitlök – perfekt mot vampyrer och andra onda väsen
- Tusensköna – symboliserar oskuld